# Camille Rassinoux
Camille Rassinoux, née le 3 avril 1992 à La Roche-sur-Yon, est une joueuse française de handball évoluant au poste de demi-centre.

## Biographie
Camille démarre le handball au La Roche-sur-Yon Vendée handball et intègre le pôle espoir de Segré. En 2009, elle rejoint le Nantes Loire Atlantique Handball en Nationale 1 puis un an plus tard à Fleury où elle alterne entre l'équipe réserve en N2 et l'équipe professionnelle en LFH, où elle remporte la coupe de France 2014. À la fin de la saison 2013-2014, Camille Rassinoux quitte Fleury, pour rejoindre Brest,.
À Brest, elle remporte notamment la coupe de France 2016, sa deuxième victoire dans la compétition.
Après l'arrêt de sa carrière sportive, elle devient enseignante en activité sportive adaptée.

## Palmarès

### En club
compétitions nationales
- vainqueur de la coupe de France (2) en 2014 (avec CJF Fleury Loiret) et 2016 (avec Brest Bretagne Handball)
- finaliste du championnat de France de Division 1 (2) : 2013 (avec CJF Fleury Loiret) et 2017 (avec Brest Bretagne Handball)
- finaliste de la coupe de la Ligue (1) en 2014 (avec CJF Fleury Loiret)
- championne de France de deuxième division (1) en 2016 (avec Brest Bretagne Handball)

### En sélection
autres
- vice-championne du monde junior en 2012[6]
- 10e place du championnat d'Europe junior en 2011[7]
- 4e place au championnat du monde jeunes en 2010[8],[9]
- 4e place du championnat d'Europe jeunes en 2009[10]